# Olympische Sommerspiele 2008/Schwimmen – 200 m Brust (Männer)
Der Wettbewerb über 200 Meter Brust der Männer bei den Olympischen Spielen 2008 in Peking wurde vom 12. bis 14. August 2008 im Nationalen Schwimmzentrum Peking ausgetragen. 53 Athleten nahmen daran teil. 
Es fanden sieben Vorläufe statt. Die 16 schnellsten Schwimmer aller Vorläufe qualifizierten sich für die zwei Halbfinals, die am nächsten Tag ausgetragen wurden. Für das Finale qualifizierten sich die acht zeitschnellsten Schwimmer beider Halbfinals.

## Rekorde
Vor Beginn der Olympischen Spiele waren folgende Rekorde gültig.
| Weltrekord         | Kōsuke Kitajima ( Japan) | 2:07,51 min | Tokio, Japan        | 8. Juni 2008    |
| Olympischer Rekord | Kōsuke Kitajima ( Japan) | 2:09,44 min | Athen, Griechenland | 18. August 2004 |

Während der Olympischen Spiele wurde folgender Rekord gebrochen:
| Olympischer Rekord | Kōsuke Kitajima | 2:07,64 min | Peking, Volksrepublik China | 14. August 2008 |

## Titelträger
| Olympiasieger | Kōsuke Kitajima ( Japan)  | 2:09,44 min | Athen 2004     |
| Weltmeister   | Kōsuke Kitajima ( Japan)  | 2:09,80 min | Melbourne 2007 |
| Europameister | Grigori Falko ( Russland) | 2:09,64 min | Eindhoven 2008 |

## Vorlauf

### Vorlauf 1
| Platz | Name              | Nation      | Zeit        | Anmerkung |
| ----- | ----------------- | ----------- | ----------- | --------- |
| 1     | Edvinas Dautartas | Litauen     | 2:13,11 min |           |
| 2     | Sandeep Sejwal    | Indien      | 2:15,24 min |           |
| 3     | Leopoldo Andara   | Venezuela   | 2:17,77 min | NR        |
| 4     | Ömer Aslanoğlu    | Türkei      | 2:17,93 min |           |
| 5     | Sergio Ferreyra   | Argentinien | 2:20,10 min |           |

### Vorlauf 2
| Platz | Name                   | Nation            | Zeit        | Anmerkung |
| ----- | ---------------------- | ----------------- | ----------- | --------- |
| 1     | Carlos Almeida         | Portugal          | 2:13,34 min |           |
| 2     | Jakob Jóhann Sveinsson | Island            | 2:15,58 min |           |
| 3     | Laurent Carnol         | Luxemburg         | 2:15,87 min |           |
| 4     | Shin Su-jong           | Südkorea          | 2:16,21 min |           |
| 5     | Martti Aljand          | Estland           | 2:16,52 min |           |
| 6     | Miguel Molina          | Philippinen       | 2:16,94 min |           |
| 7     | Wang Wei-wen           | Chinesisch Taipeh | 2:17,20 min |           |
| 8     | Valentin Preda         | Rumänien          | DNS         |           |

### Vorlauf 3
| Platz | Name               | Nation       | Zeit        | Anmerkung |
| ----- | ------------------ | ------------ | ----------- | --------- |
| 1     | Thiago Pereira     | Brasilien    | 2:11,40 min |           |
| 2     | Tom Be'eri         | Israel       | 2:11,44 min | NR        |
| 3     | Melquíades Álvarez | Spanien      | 2:12,59 min |           |
| 4     | Jiří Jedlička      | Tschechien   | 2:15,79 min |           |
| 5     | Romanos Alyfantis  | Griechenland | 2:16,04 min |           |
| 6     | Sofiane Daid       | Algerien     | 2:16,15 min |           |
| 7     | Lai Zhongjian      | China        | 2:16,28 min |           |
| 8     | Robin van Aggele   | Niederlande  | 2:17,14 min |           |

### Vorlauf 4
| Platz | Name              | Nation         | Zeit        | Anmerkung |
| ----- | ----------------- | -------------- | ----------- | --------- |
| 1     | Andrew Bree       | Irland         | 2:10,91 min |           |
| 2     | Glenn Snyders     | Neuseeland     | 2:11,19 min |           |
| 3     | Hunor Mate        | Österreich     | 2:11,56 min |           |
| 4     | Jewgeni Ryschkow  | Kasachstan     | 2:12,44 min |           |
| 5     | Julien Nicolardot | Frankreich     | 2:12,76 min |           |
| 6     | Sergio García     | Spanien        | 2:14,30 min |           |
| 7     | Maxim Podoprigora | Österreich     | 2:14,43 min |           |
| 8     | James Kirton      | Großbritannien | 2:15,25 min |           |

### Vorlauf 5
| Platz | Name                 | Nation             | Zeit        | Anmerkung |
| ----- | -------------------- | ------------------ | ----------- | --------- |
| 1     | Paolo Bossini        | Italien            | 2:08,98 min |           |
| 2     | Scott Spann          | Vereinigte Staaten | 2:10,61 min |           |
| 3     | Kristopher Gilchrist | Großbritannien     | 2:11,13 min |           |
| 4     | Grigori Falko        | Russland           | 2:11,88 min |           |
| 5     | Michail Aleksandrow  | Bulgarien          | 2:11,94 min | NR        |
| 6     | Christian Sprenger   | Australien         | 2:12,56 min |           |
| 7     | Mathieu Bois         | Kanada             | 2:12,87 min |           |
| 8     | Alexei Sinowjew      | Russland           | 2:16,40 min |           |

### Vorlauf 6
| Platz | Name               | Nation             | Zeit        | Anmerkung |
| ----- | ------------------ | ------------------ | ----------- | --------- |
| 1     | Mike Brown         | Kanada             | 2:09,84 min |           |
| 2     | Eric Shanteau      | Vereinigte Staaten | 2:10,29 min |           |
| 3     | William Diering    | Südafrika          | 2:10,39 min | AF        |
| 4     | Neil Versfeld      | Südafrika          | 2:10,50 min |           |
| 5     | Brenton Rickard    | Australien         | 2:11,00 min |           |
| 6     | Alexander Dale Oen | Norwegen           | 2:11,30 min |           |
| 7     | Henrique Barbosa   | Brasilien          | 2:12,99 min |           |
| 8     | Chris Christensen  | Dänemark           | 2:13,92 min |           |

### Vorlauf 7
| Platz | Name               | Nation     | Zeit        | Anmerkung |
| ----- | ------------------ | ---------- | ----------- | --------- |
| 1     | Dániel Gyurta      | Ungarn     | 2:08,68 min | OR, ER    |
| 2     | Loris Facci        | Italien    | 2:09,12 min |           |
| 3     | Hugues Duboscq     | Frankreich | 2:09,42 min |           |
| 4     | Kōsuke Kitajima    | Japan      | 2:09,89 min |           |
| 5     | Wladislaw Poljakow | Kasachstan | 2:10,83 min |           |
| 6     | Ihor Boryssyk      | Ukraine    | 2:11,08 min |           |
| 7     | Yūta Suenaga       | Japan      | 2:11,30 min |           |
| 8     | Walerij Dymo       | Ukraine    | 2:11,65 min |           |

## Halbfinale

### Lauf 1
| Platz | Name            | Nation             | Zeit        | Anmerkung |
| ----- | --------------- | ------------------ | ----------- | --------- |
| 1     | Kōsuke Kitajima | Japan              | 2:08,61 min | OR        |
| 2     | Scott Spann     | Vereinigte Staaten | 2:09,08 min |           |
| 3     | Paolo Bossini   | Italien            | 2:09,95 min |           |
| 4     | Hugues Duboscq  | Frankreich         | 2:09,97 min |           |
| 5     | Andrew Bree     | Irland             | 2:10,16 min | NR        |
| 6     | William Diering | Südafrika          | 2:10,21 min |           |
| 7     | Ihor Boryssyk   | Ukraine            | 2:10,99 min |           |
| 8     | Glenn Snyders   | Neuseeland         | 2:12,07 min |           |

### Lauf 2
| Platz | Name                 | Nation             | Zeit        | Anmerkung |
| ----- | -------------------- | ------------------ | ----------- | --------- |
| 1     | Mike Brown           | Kanada             | 2:08,84 min | NR        |
| 2     | Brenton Rickard      | Australien         | 2:09,72 min |           |
| 3     | Dániel Gyurta        | Ungarn             | 2:09,73 min |           |
| 4     | Loris Facci          | Italien            | 2:09,75 min |           |
| 5     | Neil Versfeld        | Südafrika          | 2:10,06 min | AF        |
| 6     | Eric Shanteau        | Vereinigte Staaten | 2:10,10 min |           |
| 7     | Kristopher Gilchrist | Großbritannien     | 2:10,27 min | NR        |
| 8     | Wladislaw Poljakow   | Kasachstan         | 2:11,87 min |           |

## Finale
| Platz | Name            | Nation             | Zeit        | Anmerkung |
| ----- | --------------- | ------------------ | ----------- | --------- |
| 1     | Kōsuke Kitajima | Japan              | 2:07,64 min | OR        |
| 2     | Brenton Rickard | Australien         | 2:08,88 min | OC        |
| 3     | Hugues Duboscq  | Frankreich         | 2:08,94 min | NR        |
| 4     | Mike Brown      | Kanada             | 2:09,03 min |           |
| 5     | Dániel Gyurta   | Ungarn             | 2:09,22 min |           |
| 6     | Scott Spann     | Vereinigte Staaten | 2:09,76 min |           |
| 7     | Loris Facci     | Italien            | 2:10,57 min |           |
| 8     | Paolo Bossini   | Italien            | 2:11,48 min |           |